# Джинчаридзе, Сергей Дмитриевич
Сергей Дмитриевич Джинчаридзе (Джинчарадзе) (1890 год, с. Учхубу, Грузия, Российская империя — неизвестно) — советский государственный деятель. Врид наркома коммунального хозяйства Казахской ССР.

## Биография
Сергей Дмитриевич Джинчаридзе (Джинчарадзе) родился в 1890 году в селе Учхубу (Грузия) в крестьянской семье. По национальности — грузин. Член Коммунистической партии с 1917 г.

### Образование
В 1933 году окончил Всесоюзную плановую академию им.Молотова (г. Москва).

### Трудовая деятельность
В 1921-1922 годах председатель ревкома.
В 1922-1923 годах секретарь ячейки "Электропровода".
В 1923-1925 годах председатель областного правления Союза работников коммунального хозяйства.
В 1925-1927 годах заведующий городским отделом коммунального хозяйства.
В 1927-1930 годах председатель Батумского городского совета.
В 1930- 1931 годах начальник Управления промышленностью Аджарии.
В 1931-1933 годах студент Всесоюзной плановой академии.
С июля 1933 года врид наркома, с ноября 1933 по март 1935 года заместитель наркома коммунального хозяйства Казахской АССР.
В 1935-1937 годах председатель правления Казкрайжилсоюза.
В 1938-1942 годах экономист Алма-Атинского областного отдела коммунального хозяйства.

### Репрессии и реабилитация
23 апреля 1937 года арестован НКВД по обвинению в контрреволюционной деятельности "скрывал содействие в устройстве на работу ссыльных контрреволюционеров Товарткиладзе, Веришлвили, троцкисту Сулову, жене бывшего министра грузинских меньшевиков - ссыльной Георгадзе”.
9 января 1938 года освобождён за отсутствием состава преступления. После освобождения восстановиться в партии не удалось: 22 марта 1938 году бюро Алма-Атинского горкома КПК отклонило его апелляцию.
9 апреля 1974 — Реабилитирован Судебной коллегией Верховного суда Казахской ССР.